# Extended Stored Procedure
Extended Stored Procedure permite a integração de programas escritos em C/C++ e o Microsoft SQL Server. As extended stored procedures ou xps após instaladas no servidor são invocadas normalmente com a mesma sintaxe de Stored Procedures escritas em Transact SQL.
Existem diversas xps distribuidas juntamente com Microsoft SQL Server, elas são instaladas no banco de dados master e começam com o prefixo xp_.